# Argyle (Minnesota)
Argyle is een plaats (city) in de Amerikaanse staat Minnesota, en valt bestuurlijk gezien onder Marshall County.

## Demografie
Bij de volkstelling in 2000 werd het aantal inwoners vastgesteld op 656.

## Geografie
Volgens het United States Census Bureau beslaat de plaats een oppervlakte van
4,0 km², geheel bestaande uit land. Argyle ligt op ongeveer 258 m boven zeeniveau.